# Jan van den Eynde II
Jan van den Eynde II (Anversa, 1620 – Anversa, 1702) è stato un architetto, scultore e mercante fiammingo.
Era un membro della famiglia Van den Eynde, una famiglia di artisti di Anversa. L'edificio più famoso di Van den Eynde è senza dubbio la chiesa dell'abbazia di Averbode, una peculiare sintesi di barocco e gotico con un tocco rinascimentale, che fu costruita tra il 1664 e il 1672. Per il progetto di questo chiesa, i piani di Van den Eynde furono scelti a discapito di quelli di Lucas Faydherbe di Malines, un altro importante architetto dell'epoca. Oltre ad essere un architetto, Jan van den Eynde II fu anche un mercante di successo, ammassando una fortuna.

## Biografia
Van den Eynde nacque nella rinomata famiglia anversese dei Van den Eynde, che produsse molti scultori e mercanti fiamminghi. Suo padre, Cornelis van den Eynde, fu anch'egli un architetto e commerciante. Alle fine del XVII secolo, la famiglia Van den Eynde era diventata una delle più importanti famiglie di scultori di Anversa, e formava insieme ai laboratori scultorei dei Quellinus, Verbrugghen, Willemssens e Scheemaeckers un potente consorzio, che si assicurò il monopolio del mercato delle sculture di Anversa. La collaborazione tra queste botteghe alla fine del XVII secolo spiega l'intricata "unità di stile e approcci" che ha reso difficile il compito di attribuzione delle opere agli storici dell'arte. Era il fratello di Sebastiaen van den Eynde e il nipote di Hubrecht van den Eynde, entrambi noti scultori fiamminghi.
Van den Eynde divenne un uomo molto ricco grazie alla sua attività di mercante, possedendo molte proprietà. A onor del vero, parte delle sue possessioni furono ereditate, e quindi non derivavano direttamente delle sue attività commerciali. Ad ogni modo, ebbe un patrimonio stimato di più di 100.000 fiorini (per confronto, il prezzo di una casa confortevole nel centro di Anversa era all'epoca compreso tra i mille e duemila fiorini). Era per matrimonio legato a varie famiglie nobili. Van den Eynde era in ottimi rapporti con suo fratello Sebastiaen, come evidenziato da un testamento comune datato 1680, in cui essi si nominarono reciprocamente legatario e sottolinearono i loro comuni interessi per l'architettura, la scultura e il commercio. I due fratelli furono coinvolti in molte transazioni commerciali congiunte, come affari immobiliari.
Nel 1664, Van den Eynde ricevette l'incarico per la progettazione della chiesa dell'abbazia di Averbode, venendo scelto al posto di Lucas Faydherbe.
La costruzione dell'abbazia iniziò il 31 luglio 1664. La cupola della sezione centrale non fu costruita nel tempo prescritto perché nel gennaio 1668 crollò uno dei pilastri maggiori. Poiché in seguito crollarono altri due pilastri, anche il quarto pilastro dovette essere abbattuto. I lavori ripresero con materiale più solido e l'edificio fu coperto da un tetto entro la fine del 1670. La comunità inaugurò la nuova chiesa l'11 luglio 1672, festa di San Norberto. La solenne consacrazione fu celebrata il 19 giugno 1681. Van den Eynde produsse anche le sculture della chiesa.
La pianta della chiesa abbaziale di Averbode combina uno spazio cruciforme centralizzato a ovest per i laici con un coro profondo, necessario per i servizi corali norbertini. Il trattamento dello spazio fu più accentuato nella chiesa dell'abbazia di Averbode che in altre chiese abbaziali norbertine, a causa della felice combinazione di una pianta radiale con un coro molto lungo e assialmente accentuato. Il progetto combinava forme strutturali gotiche, come volte a vela, con dettagli ornamentali rinascimentali. La chiesa è considerata una peculiare sintesi di barocco e gotico.